# Shanna Strauss
Pour les articles homonymes, voir Strauss.
Shanna Strauss est une artiste tanzano-américaine qui vit et travaille à Montréal. Ses œuvres ont été présentées dans des expositions solos et collectives au Canada, aux États-Unis, au Sénégal et en Tanzanie. 

## Biographie
Elle obtient un baccalauréat en beaux-arts du California College of Arts en 2003 et une maitrise en travail social de l’Université McGill en 2014.

## Expositions
Les œuvres de Shanna Strauss ont été exposées à la TOHU, à la Maison Parent-Roback, ainsi qu'au Musée des beaux-arts de Montréal, en plus de faire partie de l'exposition Subalternes présentée au CDEX lors du Mois de l'histoire des Noirs en 2019. Elle a participé à de nombreuses expositions collectives, notamment Here We Are Here : Black Canadian Contemporary Art, présentée au Musée des beaux-arts de Montréal en 2020, et Relations : la diaspora et la peinture à la Fondation Phi pour l’art contemporain en 2020,. 

## Collections
Les oeuvres de Shanna Strauss figurent dans les collections du Euphrat Museum of Art (Cupertino, Californie), du Musée des beaux-arts de Montréal (Montréal, Québec) et de la Black History Round Table (Montréal, Québec).

## Prix
En 2020, Shanna Strauss a reçu le Prix Powerhouse attribué par le centre d'artistes autogéré La Centrale (Montréal, Québec) pour souligner les contributions significatives au milieu culturel montréalais. Les autres bourses qu'elle a recues incluent : Arts Abroad Grant (Canada Arts Council, 2021), Printmaking Fellowship Award (Kala Art Institute d'Oakland en Californie, 2021), Forward Together Grant conjointement avec Jessica Sabogal (Oakland, 2019), The Beloved Community Grant (Akonadi Foundation d'Oakland, 2015), Then & Now Grant (Toronto Dominion Bank, Montréal, Québec, 2015).

## Expositions solos ou de deux artistes
- 2020 : We Are Wary, We Are Weary (La Centrale Galerie Powerhouse, Montréal, Québec)
- 2019 : Shanna Strauss: Selected Works (TOHU, Montréal, Québec)
- 2017 : Jiggen Yuy Soppi: Changemakers (Galerie Ethiopiques, Saint Louis, Sénégal)
- 2016 : Howl Arts Festival (Le Cajibi, Montréal, Québec)
- 2016 : Changemakers (2016-)[10] (Montréal Arts Interculturels, Montréal, Québec)
- 2015 : Remembering: A Sister Project (Destiny Arts Center, Oakland, Californie)
- 2015 : The Floating Homeland (Maison Parent-Roback, Montréal, Québec)

## Expositions collectives
- 2023 : Print Austin: The Contemporary Print (Austin, Texas)
- 2022 - Art Toronto (Toronto, Ontario)
- 2022 - 35 by 35 (Arts Benicia Gallery, Benicia, Californie)
- 2022 - Papier Contemporary Art Fair (Montréal, Québec)
- 2022 - Sculptures and Small Objects (TONE Gallery, Memphis, Tennessee)
- 2022 - Who am I / Who I am (Elephant Gallery, Montréal, Québec)
- 2022 - West Coast Print Fair (Kala Art Institute, Berkeley, Californie)
- 2021 - Sea of Fertility (Kala Art Institute, Berkeley, Californie)
- 2021 - AFlux Biennale: Monde Bossale (Art Mûr, Montréal, Québec)
- 2021 - Relations: Diaspora and Painting (Esker Foundation, Calgary, Alberta)
- 2021 - Résurgences: Reclaiming my space (Centre d'exposition Lethbridge, Saint-Laurent, Québec)
- 2021 - Communal Attachments: Creating in the Absence of Each Other (Place des Arts, Montréal, Québec)
- 2020 - Relations: Diaspora and Painting[11] (Fondation Phi pour l'art contemporain, Montréal, Québec)
- 2020 - Women Pathmakers (Euphrat Museum of Art, Cupertino, Californie)
- 2019 - Emboldened, Embodied (Thacher Gallery, San Francisco, Californie)
- 2019 - Reclaiming My Space[12] (Warren G. Flowers Gallery, Montréal, Québec)
- 2019 - Multiples (Atelier Circulaire, Montréal, Québec)
- 2019 - Subalternes (présentée dans le cadre du Mois de l'histoire des Noirs, CDEx, Montréal, Québec)
- 2018 - Here We Are Here: Black Canadian Contemporary Art (Musée des beaux-arts de Montréal, Québec)
- 2018 - When She Rises (SPARC Gallery, Los Angeles, Californie)
- 2018 - Obvious Magic: This Womanist Imaginary (Ashara Ekundayo Gallery, Oakland, Californie)
- 2017 - Policing Black Lives (Grande Bibliothèque, BAnQ, Montréal, Québec)
- 2017 - The Black Woman is God: Divine Revolution (SOMArts Gallery, San Francisco, Californie)
- 2017 - Take Care of Your Self (3845 Boulevard Saint-Laurent, Montréal, Québec)
- 2017 - While No One Was Looking[13] (Mainline Gallery, Montréal, Québec)
- 2017 - Cabaret Anti-racine (Maison d'Haïti, Montréal, Québec)